# 고쿠라 공항
고쿠라 공항(일본어: 小倉空港, 영어: Kokura Airport, IATA: KKJ, ICAO: RJFR)은 일본 기타큐슈 고쿠라 미나미구에 있었던 작은 공항으로 예전에는 도쿄 하네다 국제공항을 오가는 항공편이 매일 4편씩 있었다. 활주로 길이는 1,600m(5,249 ft)로 대형 제트기(보잉 767, 에어버스 A330)는 비행장을 이용할 수 없었지만 에어버스 A320과 보잉 737과 같은 중형 항공기는 탑재량이 줄기는 했지만 비행장을 이용할 수 있었다. 현재 세토 내해의 가장 서쪽에 위치한 수오 나다의 인공섬에 건설된 해상공항인 기타큐슈 공항과 구별하기 위해 흔히 위치인 고쿠라라고 부르며 신공항은 2006년 3월 옛 공항 코드를 넘겨받아 개항했다.

## 같이 보기
- 일본의 공항 목록
- 기타큐슈 공항